# Think About Love
Think About Love är ett samlingsalbum av Dolly Parton, släppt i april 1986 på skivbolaget RCA som hon då lämnat. Titelspåret, som i februari 1986 toppade USA:s countrylistor, samt "Tie Our Love (In a Double Knot)" och "We Had It All" släpptes som singlar.
Av de åtta spåren lät bara tre som originallanseringarna.: "It's Such a Heartache," "Tie Our Love (In a Double Knot)," and "Even a Fool Would Let Go." De andra hade omarrangerats. "Think About Love" låter här annorlunda jämfört med albumet Real Love, med ett tillägg av orden "Think about love" före bryggan. "We Had It All" låter helt olikt versionen The Great Pretender. Istället för pianot som dominerande instrument är det här den akustiska gitarren. 

## Låtlista
1. Think About Love
2. It's Such a Heartache
3. Tie Our Love (In a Double Knot)
4. She Don't Love You (Like I Love You)
5. We Had It All
6. Do I Ever Cross Your Mind
7. I Can't Help Myself (Sugar Pie, Honey Bunch)
8. Even a Fool Would Let Go